# Championnat national de tennis des États-Unis 1927
Pour un article plus général, voir US Open de tennis.
Résultats détaillés de l’édition 1927 du championnat de tennis US National qui est disputée du 22 au 30 août 1927.

## Palmarès
| Tableau          | Vainqueurs                        | Vainqueurs         | Score           | Finalistes                     | Finalistes             |
| ---------------- | --------------------------------- | ------------------ | --------------- | ------------------------------ | ---------------------- |
| Simple dames     | Helen Wills                       | États-Unis         | 6-1, 6-4        | Betty Nuthall                  | Royaume-Uni            |
| Simple messieurs | René Lacoste                      | France             | 11-9, 6-3, 11-9 | Bill Tilden                    | États-Unis             |
| Double dames     | Kathleen McKane Ermyntrude Harvey | Royaume-Uni        | 6-1, 4-6, 6-4   | Betty Nuthall Joan Fry         | Royaume-Uni États-Unis |
| Double messieurs | Bill Tilden Francis Hunter        | États-Unis         | 10-8 6-3 6-3    | Bill Johnston Richard Williams | États-Unis             |
| Double mixte     | Eileen Bennett Henri Cochet       | Royaume-Uni France | 6-2, 6-0, 6-3   | Hazel Hotchkiss René Lacoste   | États-Unis France      |

## Simple dames
|  |               |  |   |   |  |
|  | Finale        |  |   |   |  |
|  |               |  |   |   |  |
|  |               |  |   |   |  |
|  | Helen Wills   |  | 6 | 6 |  |
|  | Helen Wills   |  | 6 | 6 |  |
|  | Betty Nuthall |  | 1 | 4 |  |

## Double dames
|  |                                |  |   |   |   |
|  | Finale                         |  |   |   |   |
|  |                                |  |   |   |   |
|  |                                |  |   |   |   |
|  | Kitty McKane Ermyntrude Harvey |  | 6 | 4 | 6 |
|  | Kitty McKane Ermyntrude Harvey |  | 6 | 4 | 6 |
|  | Betty Nuthall Joan Fry         |  | 1 | 6 | 4 |

## Double mixte
|  |                              |  |   |   |   |
|  | Finale                       |  |   |   |   |
|  |                              |  |   |   |   |
|  |                              |  |   |   |   |
|  | Eileen Bennett Henri Cochet  |  | 6 | 6 | 6 |
|  | Eileen Bennett Henri Cochet  |  | 6 | 6 | 6 |
|  | Hazel Hotchkiss René Lacoste |  | 2 | 0 | 3 |